# جناب السفير (فلم)
جناب السفير هو فيلم مصري تم إنتاجه عام 1966، من إخراج نيازي مصطفى، وسيناريو عبدالحي أديب، وحوار أبو السعود الإبياري، وبطولة فؤاد المهندس وسعاد حسني ورشدي أباظة وسهير البابلي.

## قصة الفيلم
خالد (عماد حمدي) مناضل ثوري قضى 5 سنوات في المنفى مع زوجته راندا (زوزو ماضي)، وبعد قيام الثورة عُين سفيرًا لدولة فيحان في مصر، وهي سفارة وليدة في مرحلة التكوين يقوم بالعمل فيها 3 موظفين يقومون بكل الأعمال، وهم فؤاد (فؤاد المهندس) السكرتير، وهدى (سعاد حسني) السكرتيرة وعزيزة (سهير البابلي) الموظفة التي تعمل بالمطبخ وهي خطيبة فؤاد. وحتى تصل أوراق اعتماد السفير، قرر خالد السفر مع زوجته راندا إلى أسوان لمدة 15 يوم، وتم تعيين أحمد كنعان (رشدى أباظة) ملحقًا صحفيًا بالسفارة، ورفض السفير خالد التعيين لأنه يرى أن أحمد كنعان ميكروب، حيث كان يلهو في كباريهات باريس مع الغواني أثناء كفاح شعب فيحان لنيل استقلاله. طلب خالد من فؤاد أن يقوم بعمل بروفة البدلة الرسمية بدلًا منه كى يلحق بالطائرة. لبس فؤاد البدلة وإستغرق في حلم أن يكون سفيرًا، وحلمت معه هدى، فطلب منها ارتداء ملابس حرم السفير، وعاشا في الحلم، وكان فؤاد معجبًا بهدى بعد أن مل من خطيبته عزيزة. حضر أحمد كنعان وظن أن فؤاد وهدى هما السفير وحرمه، وأعلنت عزيزة غضبها من فؤاد، فإضطرت هدى لأن تدعى أمام كنعان أن عزيزة شقيقتها. شاهد كنعان كما شاهدت هدى عناقًا بين فؤاد وعزيزة في الحديقة، فظن كنعان أن السفير يخون زوجته مع شقيقتها، فطلب من هدى أن تمسك أعصابها ولا تغادر السفارة، بينما كانت هي عائدة إلى منزلها، ثم غافلته وخرجت، فاتبعها إلى منزلها في محاولة منه لإعادتها لزوجها، ولكنها واجهته برأي السفير فيه وأنه ميكروب، فوضح لها موقفه وأنه كان يهرب السلاح إلى شعب فيحان، وأن تواجده في الملاهي كان للتمويه، وأظهر لها أثار التعذيب على ظهره، مما جعل هدى تعجب به. حضر وكيل الخارجية آدم فخر الدين (عادل أدهم) ليخبر السفير خالد بمطالب شعب فيحان بترشيحه لرئاسة الجمهورية، وقابل فؤاد الذي إدعى المرض، بينما تعرض السفير خالد لضربة شمس في أسوان، وعاد مريضًا، وظن كنعان أنه مجنون يدعى أنه السفير، فأرسله لمستشفى الأمراض العقلية، وحينما إكتشف الحقيقة أعاده. اعترفت عزيزة بكل تفاصيل التمثيلية التي قام بها فؤاد ومعه هدى، فرحب آدم فخر الدين وكيل الخارجية بالفكرة لأن السفير خالد معرض لمؤامرة من خصومه الطامعين في رئاسة الجمهورية، فطلب من فؤاد وهدى الاستمرار في التمثيلية حتى يمكن القبض على المتآمرين. أقيم حفل كبير حضره فؤاد كسفير ومعه هدى كحرم السفير، وتم القبض على المتآمرين والعفو عن فؤاد وهدى لشجاعتهم في مواجهة المؤامرة، وتم زواج فؤاد من عزيزة، وقبول أوراق تعيين كنعان كملحق صحفي للسفارة وزواجه من هدى.

## فريق العمل
إخراج: نيازي مصطفى
تأليف:
- عبدالحي أديب (سيناريو)
- أبو السعود الإبياري (حوار)

إنتاج: أفلام صوت الفن (محمد عبد الوهاب - عبد الحليم حافظ - وحيد فريد)
بطولة:
- فؤاد المهندس  (فؤاد)
- سعاد حسني (هدى)
- رشدي أباظة  (أحمد كنعان)
- سهير البابلي  (عزيزة)
- عماد حمدي (خالد)
- زوزو ماضي (راندا)
- عادل أدهم (آدم فخر الدين)
- سلامة إلياس
- جورج سيدهم

## روابط خارجية
- مقالات تستعمل روابط فنية بلا صلة مع ويكي بيانات